# Gâteau battu
Il gâteau battu (in piccardo wâtieu batu, ossia "torta battuta") è un dessert tipico della cucina piccarda. L'impasto del gâteau battu è fatto con molti tuorli e burro, deve essere battu ("battuto") per molto tempo fino a ottenere un impasto leggero con una consistenza ariosa alla fine.
Nel passato, il gâteau battu soleva essere consumato per l'Epifania o durante il tempo pasquale, ma viene ormai preparato e consumato durante tutto l'anno. 

## Descrizione
Il gâteau battu, ricco in tuorli e in burro, ha una forma alta e cilindrica. Le ricette prescrivono spesso tra 8 e 12 tuorli per ogni dolce.
Il qualificativo battu cioè "battuto" venne attribuito al gâteau dal fatto che, nella preparazione, l'impasto deve essere battuto a mano per un lungo tempo per ottenere una consistenza molto soffice dopo la cottura.